# 里弗里奇 (印地安納州)
里弗里奇（英語：River Ridge）是位於美國印地安納州克拉克縣的一個非建制地區。該地的面積和人口皆未知。

## 地理
里弗里奇的座標為38°22′43″N 85°38′44″W / 38.37861°N 85.64556°W，而該地的平均海拔高度為184米（即604英尺）。